# Саморано, Иван
Ива́н Луи́с Самора́но Само́ра (исп. Iván Luis Zamorano Zamora; род. 18 января 1967, Сантьяго) — чилийский футболист, один из лучших нападающих в истории чилийского футбола. Один из трёх лучших футболистов Чили всех времён (наряду с Элиасом Фигероа и Марсело Саласом). Входит в список ФИФА 100.

## Клубная карьера
Футбольную карьеру Саморано начал в молодёжной команде клуба Второй лиги «Трасандино» в 1982 году, а уже через год оказался во взрослой команде «Кобресала». На протяжении трёх лет он безуспешно пытался завоевать себе место в основном составе, после чего был вновь отправлен в аренду в клуб Второй лиги «Кобреандино». Здесь Иван впервые сумел проявить свои бомбардирские навыки, забив 27 голов в 29 матчах (и помог добиться своей команде повышения в классе), после чего руководство «Кобресала» приняло решение вернуть свое игрока. На высшем уровне чилийский нападающий особой результативностью не отметился, однако в 1988 году выиграл первый в карьере трофей — Кубок Чили, и сумел привлечь к себе внимание европейских клубов.
В 1988 году за 350 тыс. долларов права на перспективного нападающего выкупила итальянская «Болонья», однако Саморано не сумел произвести впечатление на главного тренера команды Джиджи Майфреди, который считал чилийца не готовым, для игры на высоком уровне. После этого агенту футболиста Винисио Фиоранлли удалось пристроить его в скромный швейцарский «Санкт-Галлен». Здесь Иван сумел достаточно быстро освоиться, завоевал место в стартовом составе и регулярно забивал голы. По итогам сезона 1989/90 Саморано стал лучшим бомбардиром чемпионата Швейцарии (записав на свой счёт 17 голов), чем вновь обратил на себя внимание более статусных команд.
Летом 1990 года Саморано подписал контракт с испанской «Севильей». В скором времени Ивану удалось выиграть конкуренцию у австрийца Тони Польстера и стать основным нападающим команды. Во время выступления за «андалусийцев» новых трофеев чилийцу выиграть не удалось, однако именно в этой команде он окончательно сформировался в нападающего мирового уровня. Уже в 1992 году он оказывается в составе мадридского «Реала», который заплатил за его трансфер 5 млн долларов. В составе «сливочных» Саморано провёл лучшие годы в своей карьере, именно здесь он сумел проявить себя не только как бомбардир, но и как игрок, способный хорошо сыграть в подыгрыше. Первый сезон в «Реале» принёс Саморано Кубок и Суперкубок Испании, но особенно удачно сложился сезон 1994/95: мадридцы впервые за пять лет сумели завоевать чемпионский титул, а Иван с 28 голами стал лучшим бомбардиром Примеры.
В 1996 году 29-летний форвард перебрался в чемпионат Италии, став футболистом «Интера». Не привыкшему играть в закрытой манере итальянского футбола Саморано потребовалось достаточно долгое время на адаптацию, в результате чего в первом своём сезоне в Серии А он сумел забить лишь 7 голов. Перед началом следующего сезона руководство «нерадзурри» приобрело бразильского нападающего Роналдо, после чего Саморано всё чаще стал оказываться на скамейке запасных (другими его конкурентами были Роберто Баджо и Кристиан Вьери), а его европейская карьера пошла на спад. Впрочем, периодически чилийцу удавалось демонстрировать лучшие образцы игры. Так, в финале Кубка УЕФА 1998 именно Саморано сумел открыть счёт в матче с «Лацио», проложив своей команде путь к победе (в результате «Интер» выиграл со счётом 3:0).
В начале 2001 года стал футболистом мексиканского клуба «Америка», где на протяжении двух сезонов вновь демонстрировал достаточно результативную игру. Последним клубом в карьере Саморано стал чилийский «Коло-Коло», за который нападающий отыграл менее года, после чего принял решение завершить игровую карьеру.

## Сборная
Дебютировал за сборную Чили в 20 лет 19 июня 1987 года в товарищеском матче против Перу (чилийцы выиграли со счётом 3:1). В составе сборной Чили неоднократно становился призёром Кубка Америки, принял участие в финальной стадии чемпионата мира 1998 года во Франции.
В 2000 году Саморано стал одним из трёх игроков старше 23 лет, которые могли выступать за свои сборные на Олимпийском футбольном турнире. Стал лучшим бомбардиром турнира с 6-ю голами и помог своей сборной завоевать бронзовые медали.
Последним матчем Саморано за сборную стал поединок против Франции 1 сентября 2001 года, в котором сильнее были южноамериканцы — 2:1.

## Достижения

### Командные
Кобреандино
- Чемпион Второго дивизиона Чили: 1985

Кобресал
- Обладатель Кубка Чили: 1987

Реал Мадрид
- Чемпион Испании: 1994/95
- Обладатель Кубка Испании: 1993
- Обладатель Суперкубка Испании: 1993

Интернационале
- Обладатель Кубка УЕФА: 1997/98

Америка
- Чемпион Мексики: 2002 (Клаусура)

### Личные
- Лучший бомбардир Кубка Чили: 1987
- Лучший футболист Чили: 1990
- Лучший иностранный игрок чемпионата Швейцарии: 1990
- Лучший бомбардир чемпионата Швейцарии: 1990
- Лучший иностранный игрок чемпионата Испании: 1995
- Трофей EFE лучшему ибероамериканскому игроку Испании: 1993, 1995
- Лучший бомбардир чемпионата Испании (Трофей Пичичи): 1995
- Входит в состав символической сборной сезона по версии ESM: 1994/95
- Лучший бомбардир отборочного турнира к ЧМ-1998 в Южной Америке: 1997
- Лучший бомбардир футбольного турнира на Олимпийских играх в Сиднее: 2000
- Член ФИФА 100: 2004